# Kuurne-Bruxelles-Kuurne 1978
La Kuurne-Bruxelles-Kuurne 1978, trentaquattresima edizione della corsa, si svolse il 5 marzo su un percorso di 196 km, con partenza e arrivo a Kuurne. Fu vinta dal belga Patrick Lefevere della squadra Marc Zeepcentrale- Superia davanti ai connazionali Ludo Delcroix e Walter Planckaert.

## Ordine d'arrivo (Top 10)
| Pos. | Corridore             | Squadra                   | Tempo    |
| ---- | --------------------- | ------------------------- | -------- |
| 1    | Patrick Lefevere      | Marc Zeepcentrale-Superia | 5h59'00" |
| 2    | Ludo Delcroix         | Ijsboerke-Gios            | s.t.     |
| 3    | Walter Planckaert     | C&A                       | a 40"    |
| 4    | Ferdi Van den Haute   | Marc Zeepcentrale-Superia | s.t.     |
| 5    | Daniel Verplancke     | Flandria-Velda-Lano       | s.t.     |
| 6    | Willy Planckaert      | C&A                       | s.t.     |
| 7    | Marcel Laurens        | C&A                       | s.t.     |
| 8    | Herman Beysens        | Flandria-Velda-Lano       | s.t.     |
| 9    | Etienne Van der Helst | C&A                       | s.t.     |
| 10   | Jos Schipper          | Marc Zeepcentrale-Superia | s.t.     |